# Kuhlen-Wendorf
Kuhlen-Wendorf là một khu tự quản trong huyện Ludwigslust-Parchim, bang Mecklenburg-Vorpommern, Đức. Khu tự quản này có diện tích 49,6 km2. Kuhlen-Wendorf tọa lạc giữa Brüel và Crivitz ở phần phía bắc của hồ Sternberger. Cự ly so với thành phố Hanseatic Wismar là khoảng 32 km, cách thủ phủ bang Schwerin khoảng 20 km. Thành phố này có khu vực đồi ở phía bắc, khu vực nông của thung lũng sông Warnow ở giữa của một vùng phong cảnh đồi núi và ở phía nam. Ở phía nam, chiều cao đồi Bald đạt 82,8 m trên mực nước biển. Hồ Mickowsee là hồ lớn nhất ở khu tự quản này. Khu tự quản được kết nối với xa lộ liên bang 14.